# Zakład pracy
Zakład pracy – do 1996 roku w polskim prawie pracy jednostka organizacyjna zatrudniająca pracowników (także nieposiadająca osobowości prawnej). W szczególności zakładami pracy były przedsiębiorstwa państwowe, urzędy lub inne państwowe jednostki organizacyjne, spółdzielnie, organizacje społeczne. Reprezentantem wobec załogi i działającym w imieniu zakładu pracy był kierownik zakładu pracy. Zakładami pracy nie były osoby fizyczne zatrudniające pracowników (w tym w gospodarstwach domowych lub prywatnych gospodarstwach rolnych), przy czym jeżeli poszczególne przepisy Kodeksu pracy nie stanowiły inaczej, do osób fizycznych zatrudniających pracowników stosowano odpowiednio przepisy dotyczące zakładu pracy.
W 1996 roku w Kodeksie pracy pojęcie to zostało zastąpione pojęciem pracodawcy. Równocześnie zrównano status zakładu pracy i osoby fizycznej zatrudniającej pracowników.